# Coatepeque-tó
A Coatepeque-tó (spanyolul: Lago de Coatepeque, kiejtése körülbelül: koatepeke) egy vulkáni kalderában kialakult tó Salvadorban. Neve a navatl nyelvből származik, jelentése kígyóhegy.

## Földrajz
A tó Salvador nyugati, azon belül Santa Ana megye déli részén található, Sonsonate megye határán. Közigazgatásilag El Congo és Izalco községekhez tartozik. Medencéje, amely egy régi, több mint 25 000 évvel ezelőtt kitört tűzhányó kalderája, 40,6 km²-es, ebből a vízfelület 24,5 km²-t tesz ki. Délnyugati részén, a part közelében található a több mint 1 km hosszú, ovális alakú Teopán nevű sziget.
A tó vize kizárólag a közvetlenül ide hulló évi 1400–2000 mm csapadékból származik, folyóvizek nem torkollanak bele. A felszín a tenger szintje felett 740 méterrel fekszik, a víz legnagyobb mélysége 80 méter. A felszíni vízhőmérséklet 23,1–24,9 °C, a mélyben átlagosan 22,6 °C. A víz alatti látótávolság 8–9,5 méter, a sótartalom 0 és 0,5 gramm/liter közötti, a pH 7,7 és 8,4 között van, az oldottoxigén-tartalom 8,1 mg/l.

## Élővilág
A tavon több száz horgász és halász tevékenykedik rendszeresen, ők évente mintegy 86 tonna halat fognak ki. Ennek mintegy 40%-át helyben fogyasztják el, a többit a közeli településeken kereskedelmi forgalomba hozzák. A mennyiségileg legjelentősebb halak a Parachromis managuensis és az Amphilophus macracanthus nevű bölcsöszájúhal-féle. Megtalálható még a tóban a nílusi tilápia, a Cichlasoma trimaculatum nevű bölcsőszájúhal-féle, a zebrasávos sügér, az Arius taylori nevű tengeri harcsaféle, a jukatáni fogasponty és a Poecilia gracilis nevű fogaspontyalakú. Szintén gazdasági jelentőséggel bír a Pseudothelphusa magna nevű rövidfarkú rák.

## Turizmus
A tó kedvelt turisztikai célpont. A környéken való túrázáson kívül lehetőség van horgászatra, úszásra, kajakozásra, evezésre, búvárkodásra és vízisíelésre is. A helyszín része az ország nyugati felében vezető úgynevezett „Virágok útja” turisztikai útvonalnak is. 2009-ben jelölték egy olyan listára is, ahova a világ hét legcsodálatosabb helyszínét veszik fel, igaz, végül nem válogatták be a végső listára.

## Képek

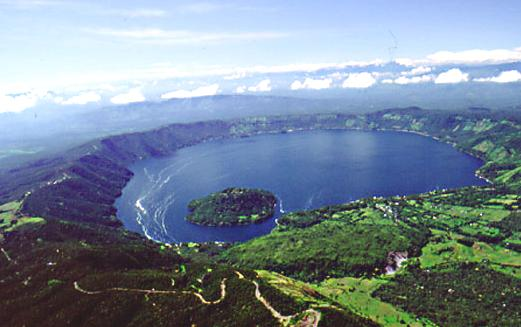
A tó, előtérben a Teopán-sziget
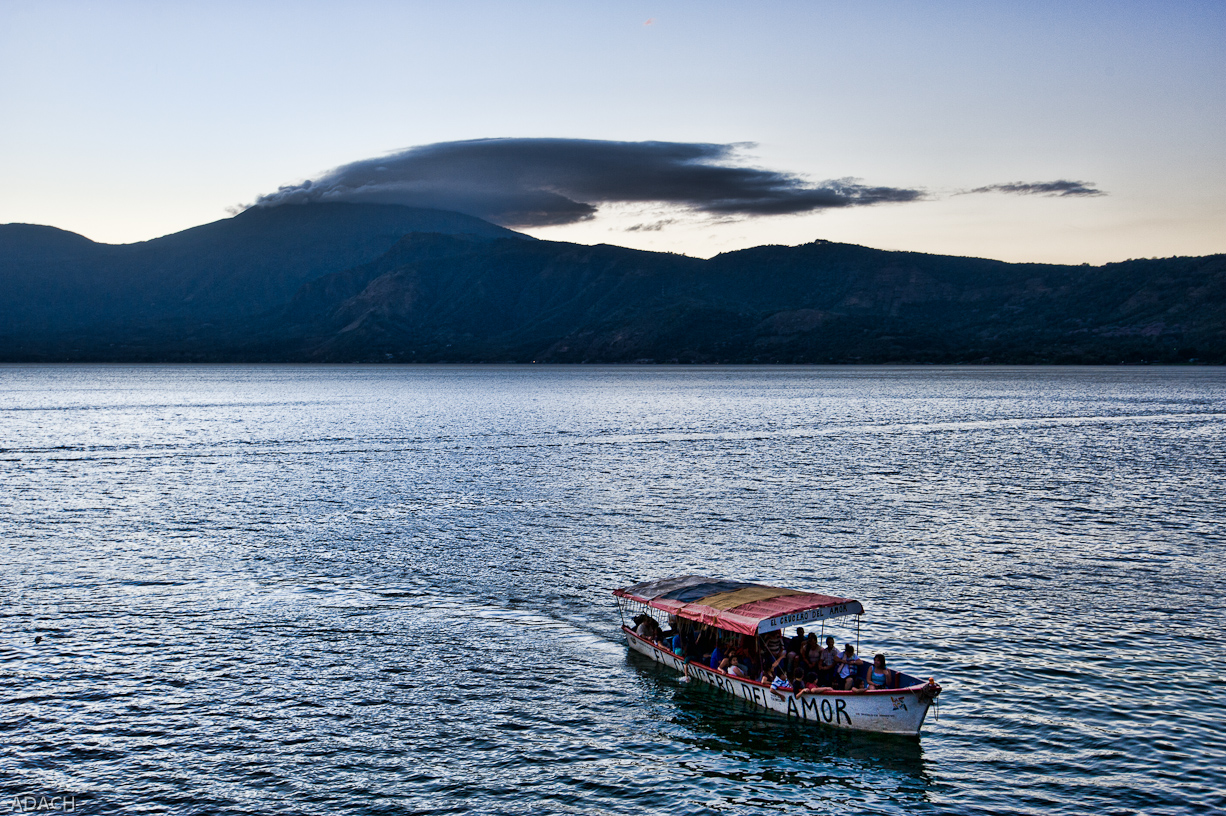
Hajó a tavon
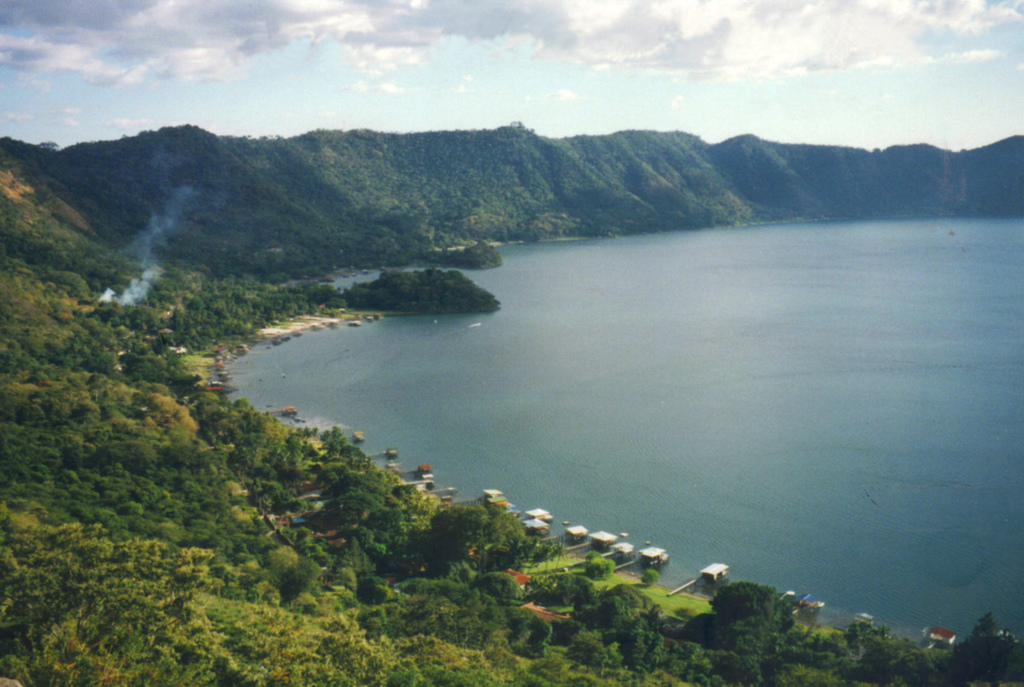
Partvidék
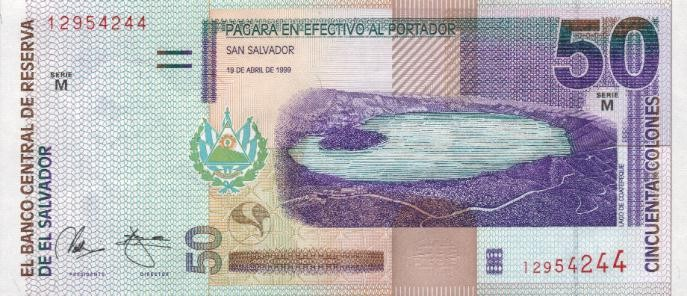
A tó egy 1999-es 50 colónos bankjegyen